# Albrecht Siegmund von Seeguth-Stanisławski
Graf Albrecht Siegmund von Seeguth-Stanisławski, auch Albert Siegmund von Seeguth-Stanisławski, Albrecht Siegmund von Zeiguth-Stanislawski oder polnisch: Hrabia Albrecht Zygmunt Seeguth-Stanisławski h. Sulima (* 10. August 1688 in Rößel; † 16. September 1768 in Lindenau), war ein sächsischer Minister.

## Leben

Gräfliches Wappen Seeguth-Stanisławski mit Herzschild der Wappengemeinschaft Sulima

### Herkunft
Albrecht Siegmund wurde in zeitgenössischen Berichten als ein natürlicher Sohn des sächsischen Kurfürsten und polnischen Königs August II. mit dessen Mätresse Freiin Henriette von Osterhausen, die späterhin einen polnischen Adligen aus der Familie Stanisławski geheiratet haben soll, angesehen. Schon aus den chronistischen Tatsachen heraus ist dies jedoch nahezu ausgeschlossen, denn Henriette von Osterhausen war erst zu Beginn der 1720er Jahre Mätresse und Favoritin Augusts des Starken. Wäre sie die Mutter Albrecht Siegmunds, dann hätte August ihn im Alter von ca. 17 Jahren gezeugt und sie dann im Alter von ca. 60 Jahren erneut zur Mätresse genommen.
Als tatsächlicher Vater wird der Kammerherr von Johann III. Sobieski und polnische Oberst Wenzel Albrecht von Seeguth-Stanislawski (1652–1719) genannt.

### Laufbahn

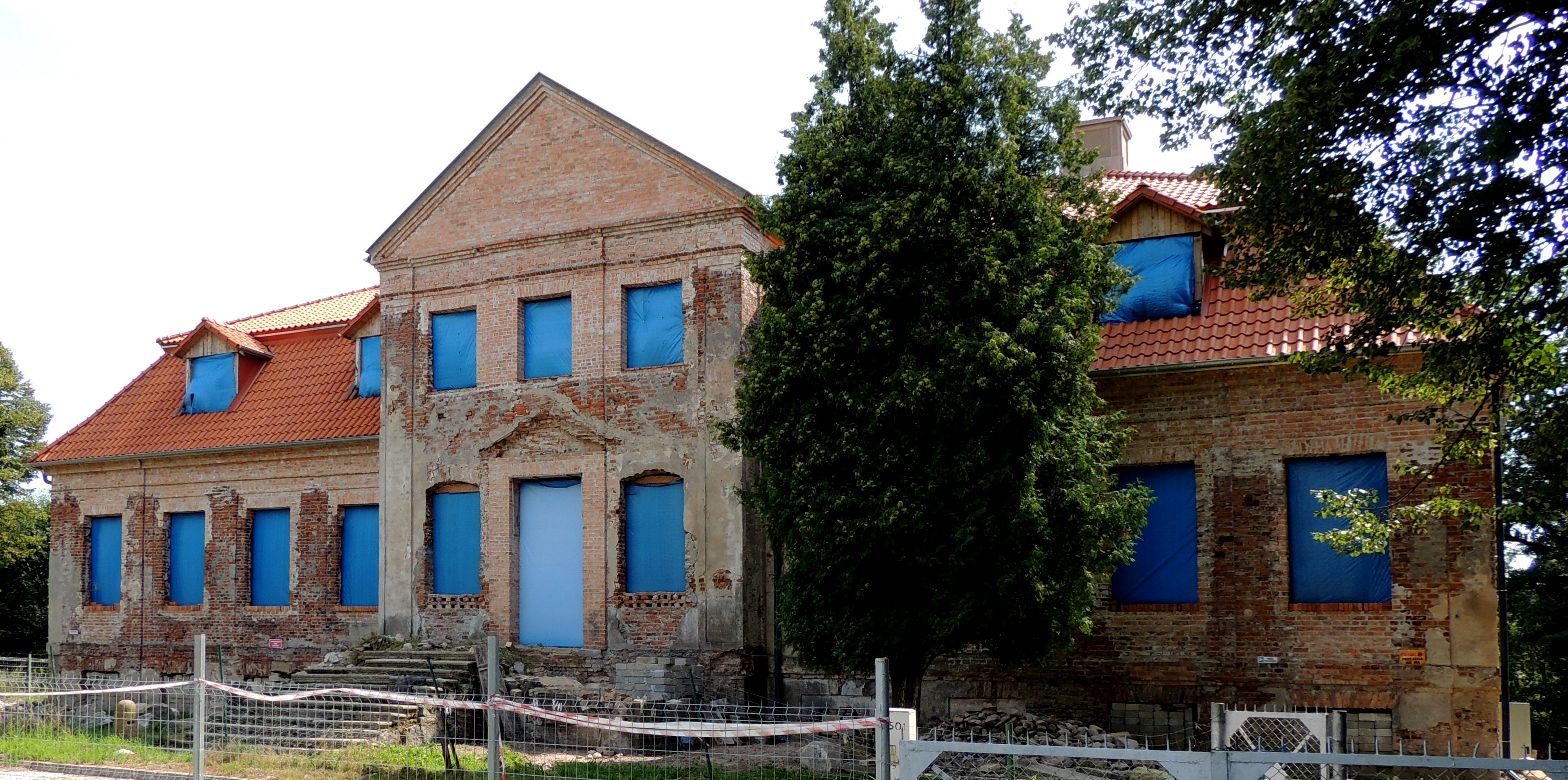
Herrenhaus Lindenau (2013)

Seeguth-Stanisławski besuchte gemeinsam mit seinen Brüdern ab 1700 das Jesuitenkolleg in Braunsberg. Ab 1709 stand er in sächsischen Diensten und trat zunächst in die Armee ein. Er nahm an der Belagerung von Stralsund teil. 1721 wurde Seeguth-Stanisławski Kämmerer am sächsischen Hof und 1735 Generalpostinspektor in Preußen Königlichen Anteils. Im Jahre 1736 wurde er von Kaiser Karl VI. in den Reichsgrafenstand gehoben. Im gleichen Jahr verlieh ihm der König den Weißen Adlerorden. Er avancierte 1743 zum Geheimen Etatminister und 1763 zum Kabinettsminister.
Schon 1713 wurde er vom König mit Jaktowo in der Woiwodschaft Pommerellen belehnt. 1727 erhielt er Tropy für 30 Jahre dazu und schließlich 1728 noch Kwiecewie. Sein Schwager Friedrich Leopold von Geßler verkaufte ihm 1739 sein Erbgut Lindenau. Das dortige Herrenhaus ließ er umbauen, errichtete den Barockgarten und nutzte es fortan als Sommersitz. Weiterhin besaß er auch Straubendorf sowie Henneberg bei Heiligenbeil.
Er vermachte wesentliche Teile seines Barvermögens testamentarisch einem katholischen Mädchenhaus und einer evangelischen Stiftung für Soldatenwitwen und -waisen. Seeguth-Stanisławski wurde in der Kirche Johannes des Täufers in Rößel begraben. Das Grab ist in Folge eines Brandes im Jahre 1806 nicht mehr erhalten.

### Familie
Er heiratete in erster Ehe Christine Edmunda von Osterhausen und am 6. Mai 1737 Luise Albertine von Schleswig-Holstein-Sonderburg-Beck (1694–1773), Tochter von Friedrich Ludwig von Schleswig-Holstein-Sonderburg-Beck. Beide Ehen blieben kinderlos.